# Temporada 1983-84 de los Houston Rockets
La temporada 1983-84 fue la decimotercera de los Houston Rockets en su nueva localización de Texas, y la decimoséptima en la NBA, tras haber jugado las cuatro primeras en San Diego (California). La temporada regular acabó con 29 victorias y 53 derrotas, ocupando el duodécimo  puesto de la conferencia Oeste, no logrando clasificarse para los playoffs.

## Elecciones en elDraft
| Ronda | Puesto | Jugador       | Posición  | Nacionalidad   | Universidad      |
| ----- | ------ | ------------- | --------- | -------------- | ---------------- |
| 1     | 1      | Ralph Sampson | Ala-Pívot | Estados Unidos | Virginia         |
| 1     | 3      | Rodney McCray | Alero     | Estados Unidos | Louisville       |
| 3     | 48     | Craig Ehlo    | Escolta   | Estados Unidos | Washington State |

## Temporada regular
| División Atlántico  | División Atlántico | División Atlántico | División Atlántico | División Atlántico | División Atlántico | División Atlántico | División Atlántico | División Atlántico |
| Equipo              | G                  | P                  | %                  | PD                 | Casa               | Fuera              | Div                |                    |
| ------------------- | ------------------ | ------------------ | ------------------ | ------------------ | ------------------ | ------------------ | ------------------ | ------------------ |
| y-Utah Jazz         | 45                 | 37                 | .549               | –                  | 31–10              | 14–27              | 15–15              |                    |
| x-Dallas Mavericks  | 43                 | 39                 | .524               | 2                  | 31–10              | 12–29              | 19–11              |                    |
| x-Denver Nuggets    | 38                 | 44                 | .463               | 7                  | 27–14              | 11–30              | 16–14              |                    |
| x-Kansas City Kings | 38                 | 44                 | .463               | 7                  | 26–15              | 12–29              | 16–14              |                    |
| San Antonio Spurs   | 37                 | 45                 | .451               | 8                  | 28–13              | 9–32               | 14–16              |                    |
| Houston Rockets     | 29                 | 53                 | .354               | 16                 | 21–20              | 8–33               | 9–21               |                    |

## Estadísticas
| Rk | Jugador        | Edad | P  | PT | MP   | TC  | TCI  | %TC  | T3  | T3I | %T3  | TL  | TLI | %TL   | RO  | RD  | RT   | AS  | RB  | TAP | BP  | FP  | PTS  |
| -- | -------------- | ---- | -- | -- | ---- | --- | ---- | ---- | --- | --- | ---- | --- | --- | ----- | --- | --- | ---- | --- | --- | --- | --- | --- | ---- |
| 1  | Ralph Sampson  | 23   | 82 | 82 | 32.8 | 8.7 | 16.7 | .523 | 0.0 | 0.0 | .250 | 3.5 | 5.3 | .661  | 3.6 | 7.6 | 11.1 | 2.0 | 0.9 | 2.4 | 3.6 | 4.1 | 21.0 |
| 2  | Lewis Lloyd    | 24   | 82 | 82 | 31.4 | 7.4 | 14.4 | .516 | 0.0 | 0.2 | .231 | 2.9 | 3.6 | .789  | 1.6 | 2.0 | 3.6  | 3.9 | 1.2 | 0.5 | 3.0 | 2.6 | 17.8 |
| 3  | Caldwell Jones | 33   | 81 | 73 | 30.9 | 3.9 | 7.8  | .502 | 0.0 | 0.0 | .333 | 2.0 | 2.4 | .837  | 2.1 | 5.1 | 7.2  | 1.9 | 0.6 | 1.0 | 2.0 | 4.1 | 9.9  |
| 4  | Robert Reid    | 28   | 64 | 28 | 30.3 | 6.3 | 13.4 | .474 | 0.0 | 0.1 | .250 | 1.3 | 1.9 | .659  | 1.5 | 3.8 | 5.3  | 3.4 | 1.4 | 0.5 | 1.4 | 3.8 | 14.0 |
| 5  | Rodney McCray  | 22   | 79 | 36 | 26.3 | 4.2 | 8.5  | .499 | 0.0 | 0.1 | .250 | 2.3 | 3.2 | .731  | 2.2 | 3.5 | 5.7  | 2.2 | 0.7 | 0.7 | 1.5 | 2.6 | 10.8 |
| 6  | Phil Ford      | 27   | 81 | 55 | 24.9 | 2.9 | 5.8  | .502 | 0.0 | 0.2 | .133 | 1.2 | 1.4 | .838  | 0.3 | 1.3 | 1.7  | 5.1 | 0.7 | 0.1 | 1.7 | 3.0 | 7.1  |
| 7  | Allen Leavell  | 26   | 82 | 27 | 24.5 | 4.3 | 8.9  | .477 | 0.1 | 0.9 | .155 | 2.9 | 3.5 | .832  | 0.4 | 1.0 | 1.4  | 5.6 | 1.3 | 0.1 | 2.2 | 2.4 | 11.5 |
| 8  | James Bailey   | 26   | 73 | 0  | 16.1 | 3.5 | 7.1  | .491 | 0.0 | 0.0 | .000 | 1.9 | 2.6 | .719  | 1.4 | 2.6 | 4.0  | 1.1 | 0.5 | 0.5 | 1.4 | 2.7 | 8.8  |
| 9  | Elvin Hayes    | 38   | 81 | 4  | 12.3 | 2.0 | 4.8  | .406 | 0.0 | 0.0 | .000 | 1.1 | 1.6 | .652  | 1.1 | 2.1 | 3.2  | 0.9 | 0.2 | 0.3 | 1.0 | 1.5 | 5.0  |
| 10 | Wally Walker   | 29   | 58 | 18 | 10.6 | 2.0 | 4.2  | .490 | 0.0 | 0.1 | .333 | 0.1 | 0.3 | .333  | 0.4 | 1.1 | 1.6  | 0.9 | 0.3 | 0.1 | 0.6 | 1.1 | 4.2  |
| 11 | Terry Teagle   | 23   | 68 | 0  | 9.1  | 2.2 | 4.6  | .470 | 0.1 | 0.4 | .259 | 0.5 | 0.6 | .841  | 0.4 | 0.7 | 1.1  | 0.9 | 0.2 | 0.1 | 0.9 | 1.2 | 5.0  |
| 12 | Craig Ehlo     | 22   | 7  | 0  | 9.0  | 1.6 | 3.9  | .407 | 0.0 | 0.0 |      | 0.1 | 0.1 | 1.000 | 0.6 | 0.7 | 1.3  | 0.9 | 0.4 | 0.0 | 0.4 | 1.9 | 3.3  |
| 13 | Major Jones    | 30   | 57 | 5  | 8.3  | 1.2 | 2.3  | .538 | 0.0 | 0.0 |      | 0.5 | 0.9 | .612  | 0.6 | 1.4 | 2.0  | 0.5 | 0.2 | 0.2 | 0.5 | 1.1 | 3.0  |

## Galardones y récords
| Jugador       | Galardón                                                                                           |
| Ralph Sampson | Rookie del Año de la NBA 2.º Mejor quinteto de la NBA Mejor quinteto de rookies de la NBA All-Star |